# علی تقی‌زاده
علی تقی‌زاده نماینده حوزه انتخابیه خوی در دوره ششم مجلس شورای اسلامی بوده است.

## جستارهای پیوسته
- دوره ششم مجلس شورای اسلامی
- نامه جام زهر